# نقطه جی
نقطه جی (به انگلیسی: G-spot)، که به آن نقطه گرافنبرگ نیز می‌گویند (به دلیل متخصص زنان آلمانی، ارنست گرافنبرگ)، به عنوان یک ناحیه اروژنی در واژن شناخته می‌شود که وقتی تحریک شود، ممکن است به تحریک جنسی قوی، ارگاسم‌های قوی و انزال منجر شود. معمولاً گزارش شده‌است که در ۵–۸ سانتیمتر (۲–۳ اینچ) دیواره جلویی (قدامی) واژن بین دهانه واژن و پیشاب‌راه و ناحیه حساسی است که ممکن است بخشی از پروستات زنانه باشد.
وجود نقطه جی و اینکه منبع انزال زنانه است ثابت نشده‌است. اگرچه نقطه جی از دهه ۱۹۴۰ مورد مطالعه قرار گرفته‌است، اختلاف نظر در مورد وجود آن به عنوان یک ساختار، تعریف و مکان متمایز ادامه دارد. نقطه جی ممکن است امتداد کلیتوریس باشد که در مجموع ممکن است علت ارگاسم‌های واژینال باشد. سکس‌شناس‌ها و سایر محققان نگران این هستند که اگر زنان تحریک نقطه جی را تجربه نکنند ممکن است خود را ناکارآمد بدانند و تأکید دارند که تجربه نکردن آن طبیعی است.

## ساختار

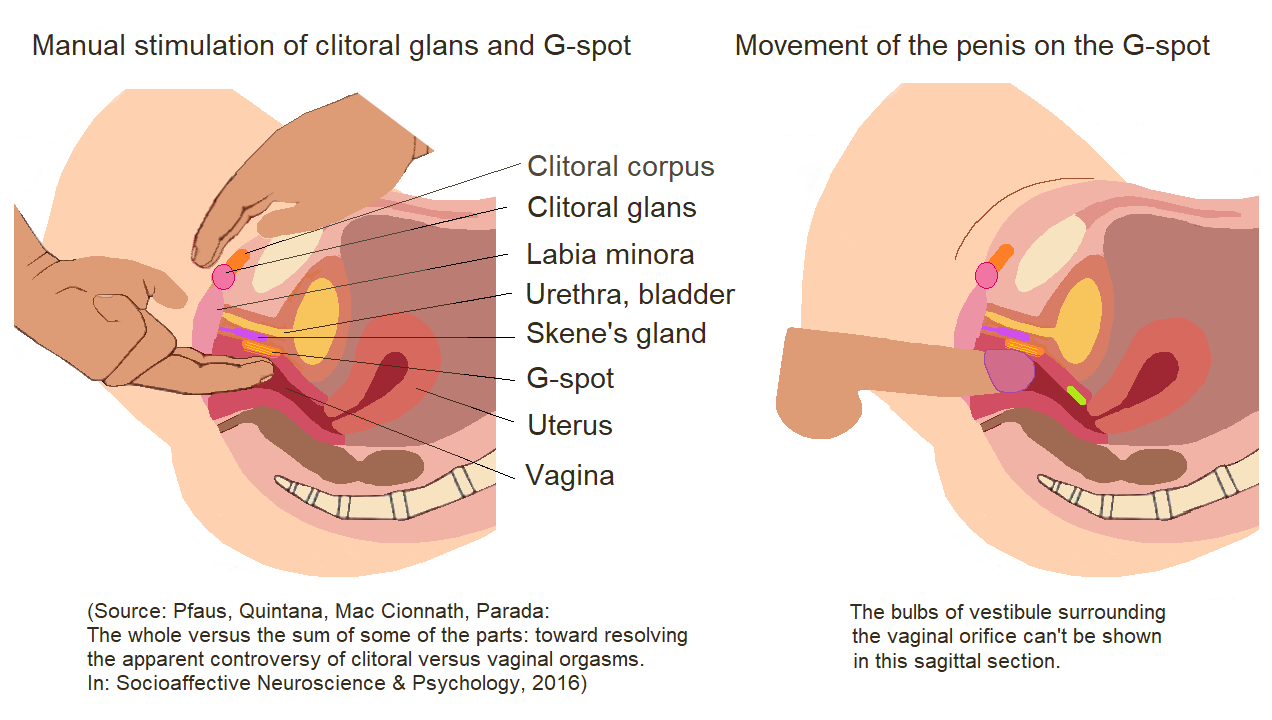
لمس نقطه جی به روش‌های طبیعی

### محل
دو روش اصلی برای تعریف و تعیین محل نقطه جی به عنوان یک ناحیه حساس در واژن استفاده شده‌است: سطوح برانگیختگی خود گزارش شده در طول تحریک و تحریک نقطه جی که منجر به انزال زنانه می‌شود. فناوری اولتراسوند همچنین برای شناسایی تفاوت‌های فیزیولوژیکی بین زنان و تغییرات ناحیه نقطه جی در طول فعالیت جنسی استفاده شده‌است.

### واژن و کلیتوریس
زنان معمولاً برای رسیدن به ارگاسم به تحریک مستقیم کلیتورال دارند ممکن است با استفاده از تحریک دستی و نفوذ واژن به بهترین وجه انجام شود. ماساژ یونی (yoni massage) همچنین شامل تحریک دستی نقطه جی است.

### پروستات زنانه
در سال ۲۰۰۱، کمیته فدرال اصطلاحات تشریحی پروستات زنانه را به عنوان دومین واژه برای غده اسکنه پذیرفت، که اعتقاد بر این است که در ناحیه نقطه جی در امتداد دیواره‌های مجرای ادرار یافت می‌شود. پروستات مردانه از نظر بیولوژیکی همولوگ با غده اسکنه است. به‌طور غیررسمی به آن نقطه جی مردانه گفته می‌شود زیرا می‌تواند به عنوان یک منطقه اروژن نیز استفاده شود.

## اهمیت بالینی
تقویت نقطه جی (که همچنین تقویت نقطه جی یا جی-شات نیز نامیده می‌شود) روشی است که به منظور افزایش موقت لذت در زنان فعال جنسی با عملکرد جنسی طبیعی که با تمرکز بر افزایش اندازه و حساسیت نقطه جی انجام می‌شود. تقویت نقطه جی با تلاش برای مکان‌یابی نقطه جی و یادداشت اندازه‌گیری برای مراجع بعدی انجام می‌شود. پس از بی‌حس کردن ناحیه با یک بی‌حس کننده موضعی، کلاژن مهندسی شده توسط انسان مستقیماً در زیر غشاء مخاطی ناحیه ای که نقطه جی در آن قرار دارد تزریق می‌شود.

## جامعه و فرهنگ

### شک و تردید عمومی
علاوه بر شک و تردید عمومی در میان متخصصان زنان، متخصصان جنسی و سایر محققان مبنی بر وجود نقطه جی, تیمی در کینگز کالج لندن در اواخر سال ۲۰۰۹ پیشنهاد کردند که وجود آن ذهنی است. آنها بزرگترین حجم نمونه از زنان تا به امروز - ۱۸۰۰ نفر - که دوقلو هستند را به دست آوردند و دریافتند که دوقلوها نقطه جی مشابهی را در پرسشنامه‌های خود گزارش نکرده‌اند. این تحقیق به سرپرستی تیم اسپکتور، یک مطالعه ۱۵ ساله روی دوقلوهای همسان و غیر همسان را مستند می‌کند. به گفته محققان، اگر یکی از دوقلوهای یکسان گزارش دهد که نقطه جی دارد، احتمال بیشتری وجود داشت که دیگری نیز چنین کند، اما این الگو محقق نشد. آندره بوری، یکی از نویسندگان این مطالعه، معتقد است: «ادعای وجود موجودی که هرگز اثبات نشده‌است و به خاطر ان زنان و مردان را نیز تحت فشار قرار دهیم، نسبتاً غیرمسئولانه است». او گفت که یکی از دلایل این تحقیق حذف احساس «ناتوانی یا عدم موفقیت» برای زنانی بود که می‌ترسیدند نقطه جی نداشته باشند. بورلی ویپل، محقق، این یافته‌ها را رد کرد و بیان کرد که دوقلوها شرکای جنسی و تکنیک‌های متفاوتی دارند و این مطالعه به درستی زنان همجنس‌گرا یا دوجنس‌گرا را در نظر نمی‌گیرد.

### انتهای عصبی
طرفداران نقطه جی به دلیل اعتبار بیش از حد به شواهد حکایتی و روش‌های تحقیقی مشکوک مورد انتقاد قرار می‌گیرند. به عنوان مثال، مطالعاتی که شواهد مثبتی برای یک نقطه جی دقیقاً واقع شده به دست آورده‌است، شامل نمونه‌های شرکت‌کننده کوچک است. در حالی که وجود تراکم بیشتری از پایانه‌های عصبی در یک سوم پایینی (نزدیک ورودی) واژن معمولاً ذکر می‌شود، برخی از بررسی‌های علمی عصب دهی دیواره واژن هیچ ناحیه ای را با تراکم بیشتر انتهای عصبی نشان نداده‌اند.

### کلیتورال

آناتومی داخلی کلیتوریس، پیازهای دهلیزی نشان داده شده‌است

نقطه جی که رابطه آناتومیکی با کلیتوریس دارد توسط وینچنزو پوپو به چالش کشیده شده‌است، وی در عین اینکه موافق است که کلیتوریس مرکز لذت جنسی زنانه است، با هلن اوکانل و توصیفات اصطلاحی و تشریحی دیگر محققان از کلیتوریس مخالف است. وی تصریح کرد: پیاز کلیتورال از نظر جنین‌شناسی و تشریحی واژه نادرستی است، در واقع پیازها از فالوس رشد نمی‌کنند و متعلق به کلیتوریس نیستند. وی با بیان اینکه پیاز کلیتورال «اصطلاحی در آناتومی انسان نیست» و پیاز دهلیزی واژه درستی است، می‌گوید: متخصصان زنان و زایمان باید به‌جای فرضیه یا نظرات شخصی، مردم را با واقعیت‌ها آگاه کنند. او گفت: «ارگاسم لیتورال/واژینال/رحم، ارگاسم نقطه‌ای G/A/C/U و انزال زنانه عباراتی هستند که نباید توسط متخصصین جنسی، زنان و رسانه‌های جمعی استفاده شود.» دیواره قدامی واژن توسط سپتوم مجرای ادرار از دیواره خلفی مجرای ادرار جدا می‌شود (ضخامت آن ۱۰ تا ۱۲ میلی‌متر است)" و "کلیتوریس داخلی" وجود ندارد. پوپو بیان کرد: مجرای ادرار پرینه زن، که در جلوی دیواره قدامی واژن قرار دارد، حدود یک سانتی متر طول دارد و نقطه جی در دیواره لگنی مجرای ادرار، ۲ تا ۳ سانتی متر داخل واژن قرار دارد. او معتقد است که آلت تناسلی تا زمانی که زاویه کلیتوریس که توسط گئورگ لودویگ کوبلت توضیح داده شده‌است، یا با ریشه‌های کلیتوریس که گیرنده‌های حسی ندارند، نمی‌تواند با تجمع اعصاب/وریدهای متعدد واقع در تماس باشد. با این حال، او تعریف ارگاسمیک نقطه جی را که پس از ارنست گرافنبرگ پدیدار شد، رد کرد و گفت که "هیچ مدرک تشریحی دال بر ارگاسم واژینال که توسط فروید در سال ۱۹۰۵ ابداع شد، بدون هیچ مبنای علمی وجود ندارد."
یک بررسی در سال ۲۰۱۴ از Nature Reviews Urology گزارش داد که «هیچ ساختار واحد منطبق با یک نقطه جی مشخص شناسایی نشده‌است.»

## تاریخ
انتشار مایعات توسط پزشکان برای سلامتی مفید دیده شده بود. در این زمینه، روش‌های مختلفی در طول قرن‌ها برای خیس شدن واژنبه عنوان درمانی برای خفگی ex semine retento (خفگی رحم)، هیستری زنانه (female hysteria) یا بیماری سبز (green sickness) استفاده شد ه است. روش‌ها شامل مالیدن دیواره‌های واژن توسط ماما یا وارد کردن آلت تناسلی یا اجسام به شکل آلت تناسلی در داخل واژن بود. در کتاب History of V، کاترین بلک لج اصطلاحات قدیمی را برای آنچه که معتقد است به پروستات زنانه اشاره دارد، از جمله نهر کوچک، مروارید سیاه و قصر یین در چین، پوست کرم خاکی در ژاپن، و ساسپندا نادی در کتابچه راهنمای جنسی هند، Ananga Ranga فهرست می‌کند.